# Crinii câmpului (film)
Crinii câmpului (titlul original: în engleză Lilies of the Field) este un film american din 1963 regizat de Ralph Nelson. În rolul principal masculin a fost distribuit Sidney Poitier care a primit Premiul Oscar pentru această interpretare.

## Rezumat
Homer Smith este un călător rătăcitor. Într-o zi, în timp ce se plimba prin deșertul Arizona, dă peste un grup de călugărițe germane care îi cer să le repare acoperișul. El acceptă și o face. Apoi cere să fie plătit, dar Maica Superioară întârzie. Apoi se oferă să-i ajute să construiască o capelă. La început refuză, apoi, în cele din urmă, se conformează și își face treaba. Odată terminată treaba, pleacă fără să-și ceară banii.

## Distribuție
- Sidney Poitier – Homer Smith
- Lilia Skala – Maica Maria
- Lisa Mann – sora Gertrude
- Isa Crino – sora Agnès
- Francesca Jarvis – sora Albertine
- Pamela Branch – sora Elizabeth
- Stanley Adams – Juan
- Ralph Nelson – Domnul Ashton
- Dan Frazer – Părintele Murphy

## Producție
Filmul a fost turnat în zona de nord a orașului Tucson, în apropiere de Sabino Canyon și Cloud Road. Ușile bisericii au fost împrumutate de la Capela din Sasabe, Arizona și au fost sculptate de artistul local Charles Bolsius.
Jester Hairston, care a compus aranjamentul gospel pentru Amen și care a făcut aranjamentul pentru părțile vocale ale lui Poitier era pe jumătate surd.

## Sequel
O continuare a filmului, sub titlul Crinii câmpului de Crăciun tot în regia lui Ralph Nelson, a apărut în anul 1979, rolul Homer Smith fiind jucat de Billy Dee Williams.

## Premii
Premiul Oscar pentru cel mai bun actor a fost câștigat de Sidney Poitier care a devenit primul actor de culoare recompensat cu acest premiu.